# Responsividade (detector)

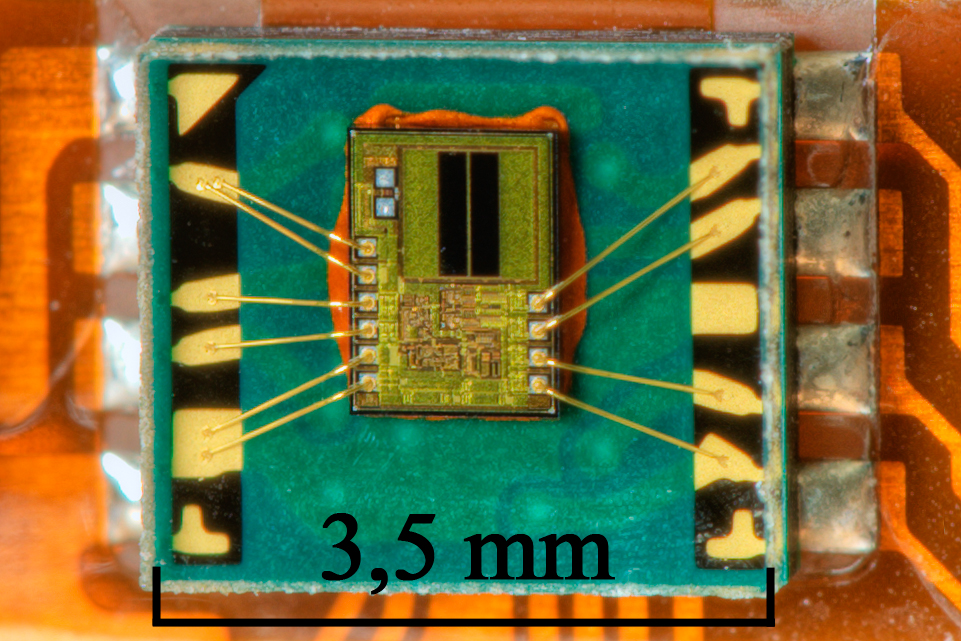
Fotodetector (unidade de DVD)

A responsividade mede o ganho de entrada-saída de um sistema detector. No caso específico de um fotodetector, a responsividade mede a saída elétrica por entrada óptica. O termo responsividade também é usado para resumir a relação de entrada-saída em sistemas não elétricos. Por exemplo, um neurocientista pode medir como os neurônios na via visual respondem à luz.
A responsividade de um fotodetector é geralmente expressa em unidades de amperes ou volts por watt de potência radiante incidente. Para um sistema que responde linearmente à sua entrada, existe uma responsividade única. Para sistemas não lineares, a responsividade é a inclinação local. Muitos fotodetectores comuns respondem linearmente em função da potência incidente. 

## Fotocorrente
Uma expressão simples para a responsividade R de um fotodetector em que um sinal óptico é convertido em uma corrente elétrica (conhecida como fotocorrente) é
{\displaystyle R=\eta {\frac {q}{hf}}\approx \eta {\frac {\lambda _{(\mu m)}}{1.23985(\mu m\times W/A)}}}
onde {\displaystyle \eta } é a eficiência quântica (a eficiência de conversão de fótons em elétrons) do detector para um determinado comprimento de onda, {\displaystyle q} é a carga do elétron, {\displaystyle f} é a frequência do sinal óptico, e {\displaystyle h} é a constante de Planck. Esta expressão também é dada em termos de {\displaystyle \lambda },o comprimento de onda do sinal óptico e tem unidades de amperes por watt (A/W).